# Мерфи, Лизанн
Лизанн Мерфи (англ. Lizanne Murphy; род. 15 марта 1984 года в Монреале, провинция Квебек, Канада) — канадская профессиональная баскетболистка. На драфте ВНБА 2007 года она не была выбрана ни одной из команд. Играла на позиции лёгкого форварда.
В составе национальной сборной Канады она принимала участие на Олимпийских играх 2012 года в Лондоне и 2016 года в Рио-де-Жанейро, выиграла чемпионат Америки 2015 года в Эдмонтоне и Панамериканские игры 2015 года в Торонто, стала серебряным призёром чемпионата Америки 2013 года в Халапе и бронзовым призёром 2011 года в Нейве, плюс принимала участие на чемпионатах мира 2010 года в Чехии и 2014 года в Турции, чемпионате Америки 2007 года в Вальдивии и Панамериканских играх 2007 года в Рио-де-Жанейро.

## Ранние годы
Лизанн родилась 15 марта 1984 года в городе Монреаль (провинция Квебек) в семье Гарольда и Морин Мерфи, у неё есть брат, Десмонд, и сестра, Шеннон, училась в соседнем городе Уэстмаунт в колледже Досона, в котором играла за местную баскетбольную команду.